# Truth (Album)
Truth ist das Debütalbum des britischen Gitarristen Jeff Beck. Es erschien 1968 bei der Columbia Graphophone Company und in den USA bei Epic Records. Die Formation, die die Tonaufnahmen einspielte, wurde auch bekannt als Jeff Beck Group. Daher wird Truth häufig als Debütalbum der Gruppe angesehen, obwohl ausschließlich Jeff Beck namentlich auf dem Cover oder der Schallplatte als Interpret erwähnt wird.

## Hintergrund
Nachdem Beck im Herbst 1966 während einer Tournee durch die USA bei den Yardbirds ausgestiegen war und der als zweiter Leadgitarrist zurückbleibende Jimmy Page The New Yardbirds formiert hatte, aus denen dann Led Zeppelin hervorgehen sollten, nahm Beck unter eigenem Namen die Singles Hi Ho Silver Lining, Tallyman und Love Is Blue auf. Letztere war eine instrumentale Version des Liedes, mit dem Vicky Leandros beim Eurovision Song Contest 1967 den vierten Platz erreichte. Auf den beiden anderen Veröffentlichungen übernahm Beck selbst die Gesangsparts. Der Produzent Mickie Most drängte Beck, diese Rolle auch für das kommende Debütalbum zu übernehmen, dieser war aber nicht willens, weiter als Sänger und Gitarrist aktiv zu sein. Daher gründete er mit Rod Stewart als Sänger, Ronnie Wood am Bass und Micky Waller am Schlagzeug ein Quartett, das auch als Jeff Beck Group bekannt wurde. Diese Band nahm im Mai 1968 in den Abbey Road Studios in London das Album Truth auf, das neben Neuaufnahmen von Bluesklassikern und eines Songs der Yardbirds auch drei von Jeffrey Rod geschriebene Lieder enthält, ein von Beck und Stewart für Songwritingkollaborationen benutztes Pseudonym. Laut Most dauerten die Aufnahmen nur vier bis fünf Tage. Auf der Rückseite des Covers waren Liner Notes von Jeff Beck enthalten, in denen er jedes Lied knapp kommentierte.
Auf Truth sind sowohl Gastbeiträge der späteren Led-Zeppelin-Mitglieder Jimmy Page und John Paul Jones als auch von Who-Schlagzeuger Keith Moon enthalten. Die CD-Wiederveröffentlichung von 2005 enthält als Bonustracks die A- und B-Seiten aller drei vorangegangenen Singles von Beck und zwei alternative Abmischungen.

## Titelliste
Original UK-Veröffentlichung von 1968
Seite 1
1. Shapes of Things (Jim McCarty, Keith Relf, Paul Samwell-Smith) – 3:22
2. Let Me Love You (Jeffrey Rod) – 4:44
3. Morning Dew (Bonnie Dobson) – 4:40
4. You Shook Me (Willie Dixon, J. B. Lenoir) – 2:33
5. Ol’ Man River (Jerome Kern, Oscar Hammerstein) – 4:01

Seite 2
1. Greensleeves (Traditional) – 1:50
2. Rock My Plimsoul (Jeffrey Rod) – 4:13
3. Beck’s Bolero (Jimmy Page) – 2:54
4. Blues Deluxe (Jeffrey Rod) – 7:33
5. I Ain’t Superstitious (Willie Dixon) – 4:53

Bonus Tracks der remasterten CD-Wiederveröffentlichung von 2005
1. I’ve been drinking (stereo mix) (Jeffrey Rod) – 3:25
2. You Shook Me (take 1) – 2:31
3. Rock My Plimsoul (stereo mix) – 3:42
4. (Beck’s) Bolero (mono single version with backwards guitar) – 3:11
5. Blues De Luxe (take 1) – 7:31
6. Tallyman (Graham Gouldman) – 2:46
7. Love is Blue (André Popp, Pierre Cour, Brian Blackburn) – 2:57
8. Hi Ho Silver Lining (Stereo Mix) (Scott English, Laurence Weiss) – 3:46[7]

## Besetzung
Band
- Jeff Beck – Gitarre, Bass auf Ol’ Man River, Gesang auf Tallyman und Hi Ho Silver Lining, Backing Vocals auf Let Me Love You
- Rod Stewart – Gesang
- Ronnie Wood – Bass
- Micky Waller – Schlagzeug

Zusätzliche Beiträge
- Madeline Bell – Backing Vocals auf I’ve Been Drinking
- John Carter und Ken Lewis – Backing Vocals auf Tallyman
- Clem Cattini – Schlagzeug auf Hi Ho Silver Lining
- Aynsley Dunbar – Schlagzeug auf Tallyman und Rock my plimsoul (Stereo Mix)
- Nicky Hopkins – Klavier auf Morning Dew, You Shook Me, Beck’s Bolero und Blues Deluxe
- John Paul Jones – Bass auf Hi Ho Silver Lining und Beck’s Bolero, Hammond-Orgel auf Ol’ Man River und You Shook Me, Streicher-Arrangement auf Hi Ho Silver Lining
- Keith Moon – Schlagzeug auf Beck’s Bolero, Pauke auf Ol’ Man River; in den Credits nicht namentlich aufgeführt, sondern als „You Know Who“ benannt
- Jimmy Page – Zwölfsaitige E-Gitarre auf Beck’s Bolero (mono single version with backwards guitar) und Ol’ Man River

Produktion
- Mickie Most – Produzent
- Ken Scott – Toningenieur

## Rezeption
- Im Rolling Stone schrieb Al Kooper im September 1968, Truth sei ein Klassiker und vermutlich das aktuelle Pendant zum Album Blues Breakers with Eric Clapton, das dem amerikanischen Publikum zwei gute Bluesmusiker vorgestellt hätte. Er hob den Gesang von Rod Stewart als „einfach großartig“ hervor und fühlte sich streckenweise von Beck an Jimi Hendrix erinnert.[8]
- Auf Allmusic schrieb Bruce Eder, Truth sei ein ebenso bahnbrechendes und einflussreiches Werk wie das Debütalbum der Beatles, Rolling Stones oder Who. Eder beschrieb Stewarts außerordentlichen Gesang, lobte die Rhythmussektion aus Wood und Waller und meinte, Becks Gitarre sei „glühend“ und sein Verstärker stünde kurz vor einem Kurzschluss. Auch kommerziell sei das Album mit Platz 15 in den amerikanischen Charts für eine sechs Monate zuvor noch gänzlich unbekannte Band ein Triumph und ein sehr außergewöhnlicher Erfolg. In der Bewertung bekam Truth fünf von fünf Sternen.[9]
- Auf rezensator.de hieß es, Beck hätte mit Truth einen Klassiker der Rockmusik geschaffen und die musikalische Performance sei außergewöhnlich. Außerdem wurde Stewarts Gesang hervorgehoben. Es wurde zwar auf die Bewertung der Aufnahme als eines der ersten Heavy-Metal-Alben eingegangen, aber diese Einschätzung aufgrund des Blues-Einflusses nicht geteilt. Truth sei ein Meilenstein und erhielt sieben von zehn Sternen.[10]

## Kommerzieller Erfolg

### Chartplatzierungen
Truth erreichte Platz 15 der Billboard 200.
| ChartsChartplatzierungen       | Höchstplatzierung | Wochen |
| ------------------------------ | ----------------- | ------ |
| Vereinigte Staaten (Billboard) | 15 (33 Wo.)       | 33     |

### Auszeichnungen für Musikverkäufe
Das Album wurde von der RIAA im Juni 2000 mit Gold ausgezeichnet.
| Land/Region               | Auszeichnungen für Musikverkäufe (Land/Region, Auszeichnung, Verkäufe) | Verkäufe |
| ------------------------- | ---------------------------------------------------------------------- | -------- |
| Vereinigte Staaten (RIAA) | Gold                                                                   | 500.000  |
| Insgesamt                 | 1× Gold ·                                                              | 500.000  |